# Hans Fryba
Hans Fryba (* 24. April 1899 in Reisenberg als Johann Frýba; † 3. Januar 1986 in Gramatneusiedl) war ein österreichischer Kontrabass-Virtuose und  Komponist.

## Biografie
Fryba wuchs im Arbeiterwohnhaus Neugebäude in Marienthal südlich von Wien auf. Er studierte sechs Jahre lang an der k.k. Akademie für Musik und darstellende Kunst (seit 1919 Staatsakademie) in der österreichischen Hauptstadt, sein Lehrer im instrumentalen Hauptfach war Eduard Madenski, der seinerzeit als vergleichsweise progressiver Musiker galt und sich insbesondere für die Orchestermusik von Richard Strauss engagierte, deren Kontrabass-Stimmen zu Beginn des 20. Jahrhunderts teilweise noch als „unausführbar“ galten.
Bereits 1922 wurde Fryba nach Beendigung seiner Studien Mitglied der Wiener Philharmoniker, mit denen er drei Jahre lang spielte. 1925 folgte er einem Ruf nach Athen, wo er neben der Stelle als Erster Solobassist im Orchester des Mégaron Mousikís, des bedeutendsten Konzerthauses Griechenlands, auch eine Professur am Königlichen Konservatorium innehatte.
1929 schließlich spielte Fryba für die Stelle des Ersten Kontrabassisten beim Orchestre de la Suisse Romande in Genf vor. Er erhielt den Posten und verbrachte die folgenden knapp vier Jahrzehnte in diesem Ensemble. Der ausgezeichnete internationale Ruf des Orchesters brachte den Bassisten in Kontakt mit vielen der angesehensten Dirigenten und Komponisten dieser Zeit, darunter beispielsweise Igor Strawinski und Wilhelm Furtwängler, von denen sich viele geradezu enthusiastisch über Technik und Musikalität Frybas äußerten. So schrieb Thomas Beecham im Januar 1947:

I can truthfully say that Hans Fryba is one of the most remarkable players on his instrument I have known.

„Ich kann wahrhaftig sagen, dass Hans Fryba einer der bemerkenswertesten Spieler seines Instruments ist, die ich je gekannt habe.“

Ganz ähnlich urteilte Karl Böhm knapp zwei Jahre später:

„[Frybas] Technik, seine Tonreinheit auf diesem so schwer zum Klingen [zu] bringenden Instrument sind einfach unglaublich. Ich stehe nicht an zu sagen, daß ich so überhaupt noch niemals dieses so spröde Instrument meistern gehört habe; er ist jedenfalls der würdigste Nachfolger seines Meisters Madenski.“

1968 beendete Fryba seine professionelle Laufbahn als Musiker, anlässlich seiner Pensionierung verlieh ihm die Republik Österreich den Berufstitel eines Professors, eine Ehrenprofessur des Genfer Konservatoriums folgte ein Jahr später. Im September 1969 gab er seinen Schweizer Wohnsitz nach vierzig Jahren auf, um in seine Heimat zurückzukehren. Er verbrachte die letzten anderthalb Jahrzehnte seines Lebens in Gramatneusiedl, auf dem Friedhof der Gemeinde wurde er nach seinem Tod im Januar 1986 auch beigesetzt.

## Kompositorisches Schaffen
Hans Frybas Werk als Komponist ist nicht umfangreich: Nur drei Werke wurden zu Lebzeiten des Musikers veröffentlicht, und zwar beim Verlag von Josef Weinberger. Da dieses Verlagshaus sowohl im deutschen Sprachraum (nämlich in Wien, Zürich und Frankfurt am Main) als auch in London ansässig ist, tragen alle Werke Frybas einen deutschen und einen englischen Titel, unter beiden sind sie gleichermaßen bekannt, da die Stücke sich heutzutage weltweit großer Beliebtheit unter Kontrabassisten erfreuen.
Über die veröffentlichten Eigenkompositionen hinaus scheint, Konzertkritiken zufolge, zumindest noch ein weiteres Werk Frybas zu existieren. Hierbei handelt es sich um eine Bearbeitung von Ludwig van Beethovens Sieben Variationen über das Thema „Bei Männern, welche Liebe fühlen“ für Kontrabass (die Beethoven-Variationen über die Arie aus Wolfgang Amadeus Mozarts Oper Die Zauberflöte sind ursprünglich für Violoncello komponiert).
Fryba verlangt für alle seine Kompositionen die sogenannte Solostimmung (Fis – H – E – A, also einen Ganzton höher als die im Orchester übliche Stimmung), wie sie in der Nachfolge Giovanni Bottesinis fast das ganze 20. Jahrhundert hindurch so gut wie ausnahmslos für derartige Musik verwendet wurde. Da die Suite und die Arabesken Werke für unbegleiteten Bass sind, fällt dies bestenfalls durch die spezielle, brillante Klangfarbe des sologestimmten Basses ins Gewicht, beide Stücke können problemlos auch auf einem „normalen“ Instrument interpretiert werden.

### Suite im alten Stil (A Suite in the Olden Style)für Kontrabass solo

Thema der Sarabande aus der Suite im alten Stil: Dieser langsamste Abschnitt des sechssätzigen Werks gilt aufgrund seiner polyphonen Stimmführung als besonders schwierig auszuführen.

Der „alte Stil“, auf den sich der Titel der 1954 veröffentlichten Suite bezieht, ist die Barockmusik, als konkretes Vorbild dienten Fryba ganz offensichtlich die sechs Violoncellosuiten BWV 1007–1012 von Johann Sebastian Bach, die Anfang des 20. Jahrhunderts durch Pau Casals wieder zu hoher Popularität gelangt waren. Der erste Kontrabassist, der eine Interpretation der Bach-Suiten gewagt und damit viele Nachahmer inspiriert hatte, war der Franzose Édouard Nanny gewesen. Frybas Komposition ist in der traditionellen sechsteiligen Form sowie der harmonischen und melodischen Auffassung dem barocken Vorbild geschickt nachempfunden, das nur zurückhaltend mit moderneren Einflüssen angereichert wird. Der Reiz des Stückes besteht vor allem darin, dass es unmittelbar für den modernen, in Quarten gestimmten Kontrabass verfasst wurde und daher im Gegensatz zu den Bachschen Suiten die Fingersatz-Möglichkeiten optimal ausgenutzt werden:

„In Frybas Suite im alten Stil manifestiert sich das verlorengegangene Violonespiel im Sinne der Forderungen des virtuosen Orchesters, der Kammermusik und des Solospiels. In der Anwendung des Doppelgriffspiels konnte der Komponist aufgrund seiner Vertrautheit mit der Applikatur bist zu einem Schwierigkeitsgrad vordringen, der die Grenzen dieser Technik sehr deutlich vor Augen führt.“

Die Satzfolge der Suite lautet: Prélude • Allemande • Courante • Sarabande • Gavotte I/II • Gigue.

### Arabesken (Three Arabesques)für Kontrabass solo

Beginn der ersten Arabeske: Diese drei Stücke zeichnen sich, wie der Titel impliziert, vor allem durch orientalisch beeinflusste Rhythmik und Melodik aus.

Die drei Arabesken waren die erste Komposition Frybas, die veröffentlicht wurde, das Werk erschien erstmals 1946, nachdem der Komponist Arthur Honegger den Bassisten nachdrücklich ermutigt hatte, einen Verleger für die Stücke zu suchen, die ihm zur Beurteilung vorgelegt worden waren. Wie der Titel bereits sagt, versuchen die Stücke den Tonfall der in der klassischen Musik Arabiens üblichen Improvisationen, der sogenannten maqamāt, nachzuempfinden.
Laut Untertitel hat Fryba die Arabesken vor allem als rhythmische Studien begriffen, die drei jeweils etwa anderthalb Minuten langen Abschnitte stehen in den Taktarten 5/8, 7/8 und 4/4.

### Konzert-Etüde (Concert Study)für Kontrabass mit Klavierbegleitung

Beginn der Konzert-Etüde: Die Kontrabass-Stimme ist in C-Dur notiert. Die vom Solisten gegriffenen Töne erklingen aufgrund der Solostimmung tatsächlich in D-Dur, wie man an der Klavierbegleitung erkennen kann.

Ebenso wie die Suite im Jahr 1954 publiziert, ist die Konzert-Etüde das technisch am wenigsten anspruchsvolle Werk unter den drei genannten, doch ist sie durch die unterstützende Klavierbegleitung ein effektvolles Vortragsstück für angehende Virtuosen, das heutzutage gern von fortgeschrittenen Musikstudenten dargeboten wird.
Die Konzert-Etüde greift locker auf die Form der Sonatine zurück, die vier Sätze heißen: Allegro moderato (2/4-Takt, D-Dur) • Andante cantabile (3/8-Takt, G-Dur) • Allegro (6/8-Takt, A-Dur) • Tempo I (2/4-Takt, D-Dur), wobei der letzte Satz im Wesentlichen eine Reprise des ersten darstellt.